# Nava (Cermoño)
Nava es una aldea española de la parroquia de Cermoño, perteneciente al municipio de Salas, en la comunidad autónoma de Asturias.

## Historia
Hacia mediados del siglo XIX, el lugar ya era referido como perteneciente a la parroquia de Cermoño del municipio de Salas. En 2023, la entidad singular de población de Nava tenía empadronados 8 habitantes, todos ellos en diseminado.